# Hilde Fiedler
Hildegard Fiedler (* 3. November 1919 in Düsseldorf; † 19. Januar 2011 in Siegen) war eine deutsche Politikerin (SPD). Von 1989 bis 1994 war sie Bürgermeisterin der Stadt Siegen in Nordrhein-Westfalen.

## Leben
Hildegard (Hilde) Fiedler wuchs in Düsseldorf auf und wurde dort mit ihrer Familie während des Zweiten Weltkrieges ausgebombt. Die Familie wurde nach Thüringen evakuiert. Nach Kriegsende kam Hilde Fiedler 1945 eher zufällig nach Siegen, obwohl ihre Mutter ursprünglich aus dem Siegerland stammte. Sie fand Unterkunft bei Verwandten in Dreis-Tiefenbach und bekam als ausgebildete kaufmännische Angestellte relativ schnell eine Anstellung bei der Firma Reichwald, heute Reichwald & Co., in Siegen. Später war sie Übersetzerin im Büro der belgischen Garnison; seit dem Jahr 1946 waren die 6. Lanciers, ein Panzergrenadier-Regiment, in Siegen stationiert. Ende der 1950er-Jahre erfolgte dann eine Anstellung bei der Bundesknappschaft, wo sie fortan über 30 Jahre beschäftigt war.
Hilde Fiedler trat 1958 der SPD bei. Sie stammt aus einer sozialdemokratisch geprägten Familie. Ihr Bruder Willy Könen war von 1953 bis 1969 SPD-Bundestagsabgeordneter. Von 1961 bis 1994 war Hilde Fiedler Mitglied im Rat der Stadt Siegen. Von 1964 bis 1969 war sie stellvertretende Vorsitzende und von 1979 bis 1989 Vorsitzende des Kulturausschusses. 1989 wurde sie zur Bürgermeisterin von Siegen gewählt, nachdem sie bereits von 1983 bis 1987 stellvertretende Bürgermeisterin war.
Nach ihrem Rückzug aus der aktiven Politik war Hilde Fiedler in stetigem Einsatz für Kunst und Kultur im Raum Siegen tätig.

## Sonstige Aktivitäten (Auswahl)
- Durch die Tätigkeit bei den belgischen Streitkräften entstanden viele Kontakte, die insbesondere auch im „Belgischen Club“ in Siegen für Völkerverständigung zwischen Deutschen und Belgiern sorgten.
- Kultur war das bevorzugte Arbeitsgebiet von Hilde Fiedler. Gemeinsam mit der Redakteurin Maria Anspach bildete sie 1981 das Kabarett-Duo „Spitze Feder, spitze Zunge“ und ab 1987 das Kabarett „Hexenbesen“ mit dem Repertoire Dialoge, Sketche, Chansontexte und Literarisches Kabarett. Seit 1983 erfolgen zudem Soloauftritte mit Rezitationen aus der Weltliteratur, unter anderem afrikanische, indonesische, chinesische und japanische Lyrik.[3]

## Auszeichnungen
- 1981: Verdienstkreuz am Bande des Verdienstordens der Bundesrepublik Deutschland
- 1987: Ehrensiegel der Stadt Siegen
- 1995: Ehrenmitgliedschaft der Universität Siegen
- 1995: Verdienstorden des Landes Nordrhein-Westfalen
- 1998: Verdienstkreuz 1. Klasse des Verdienstordens der Bundesrepublik Deutschland
- 2006: „Diesterweg-Ring“ der Universität Siegen[4]